# 라디오 룩셈부르크
라디오 룩셈부르크(Radio Luxembourg)는 룩셈부르크의 다언어 상업 방송이다. 비영어권에서는 라디오 텔레비전 룩셈부르크(RTL)로 알려져 있다.
영어가 제공되던 시점부터 라디오 룩셈부르크는 단지 라디오 방송국이라는 차원을 넘어섰다. 1933년 장파 방송으로 시작하여 1992년 폐국하기까지, 라디오 룩셈부르크는 유럽 최대의 상업 라디오 방송국이었고, 여러 세대의 청취자에게 주요 영향력을 발휘했다. 1950년대와 1960년대에 특히 사회적으로 큰 영향을 주었으며, 로큰롤의 대중화에 일조하여 수많은 음악 스타들이 영감을 얻게 만들었다.